# 提姆·安德森
小提摩西·迪馮·安德森（英語：Timothy Devon Anderson Jr.，1993年6月23日—），為美國職棒大聯盟的游擊手，目前為自由球員，他先前曾效力於白襪、馬林魚與天使等隊。他於2013年美國職棒大聯盟選秀第一輪被白襪隊選走，2016年登上大聯盟。

## 職業生涯
2013年美國職棒大聯盟選秀，安德森在第一輪17順位被白襪隊選走。他隨後與白襪隊簽約，得到216萬4,000美元的簽約獎金。並從1A開季，他在1A的打擊率為2成77。
2014年，他升上高階1A。不過他在6月底傷到手腕動手術。該年他出賽68場比賽，打擊率2成97，6轟與31次盜壘成功。他在8月回來後升上2A，打擊率3成64。他在球季結束後被白襪指派到亞利桑那秋季聯盟。
2015年，安德森受邀參加春訓。他在2A的打擊率為3成12，5轟與49次盜壘成功。不過他卻發生了25次失誤。2016年他再度受邀參加春訓，春訓結束後他升上3A。他在3A出賽55場比賽，打擊率3成04，4轟20分打點。
2016年6月10日，白襪隊把老將吉米·羅林斯給指定轉讓，並將安德森拉上大聯盟。該年他在大聯盟出賽99場比賽，打擊率2成83。
在2017年球季開打前，安德森與白襪隊簽下6年2,500萬美元的合約。該年他的打擊率為2成57。不過他在防守端出現28次失誤，其中有16次守備失誤，12次傳球失誤。2018年球季，他的打擊率為2成40。不過該年他依舊出現12次傳球失誤，為大聯盟最多。
2019年，他以3成35的打擊率拿下打擊王，還有18轟56分打點。但是他在防守端還是出現26次失誤，守備率.951為大聯盟最低。

## 外部連結
- 球員資訊和成績在MLB ，ESPN ，Retrosheet ，Baseball Reference ，Baseball Reference (Minors) ，Fangraphs ，The Baseball Cube （英文）
- 提姆·安德森的X（前Twitter）